# Fővárosi Szabó Ervin Könyvtár
A Fővárosi Szabó Ervin Könyvtár (rövidítve: FSZEK) Budapest egyetlen közkönyvtár-hálózata és Magyarország legnagyobb forgalmú nyilvánosan hozzáférhető bibliotékája. Nevét Szabó Ervin társadalomtudós-könyvtárosról kapta.

## Története

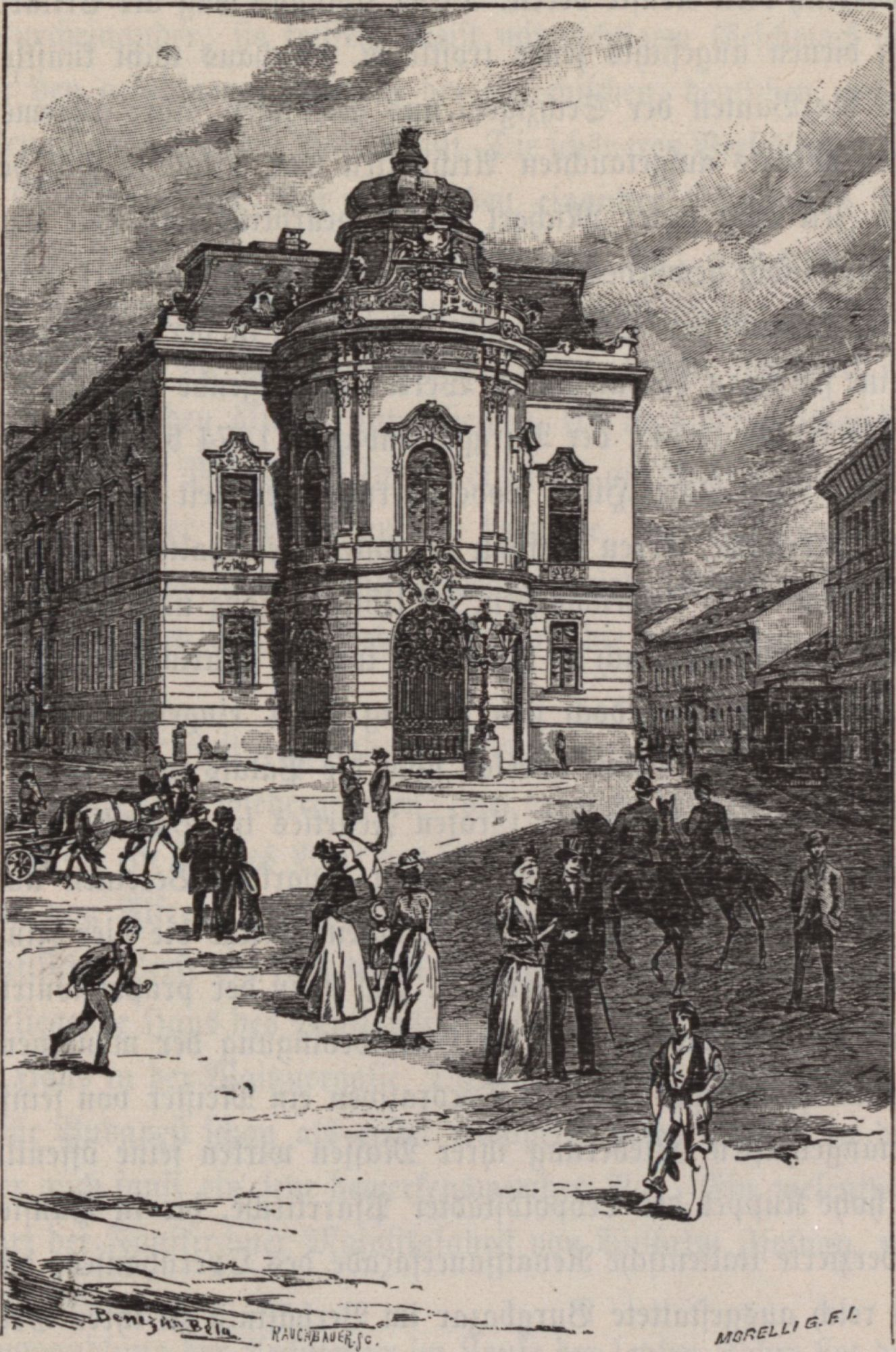
Az egykori Wenckheim-palota 1893-ban

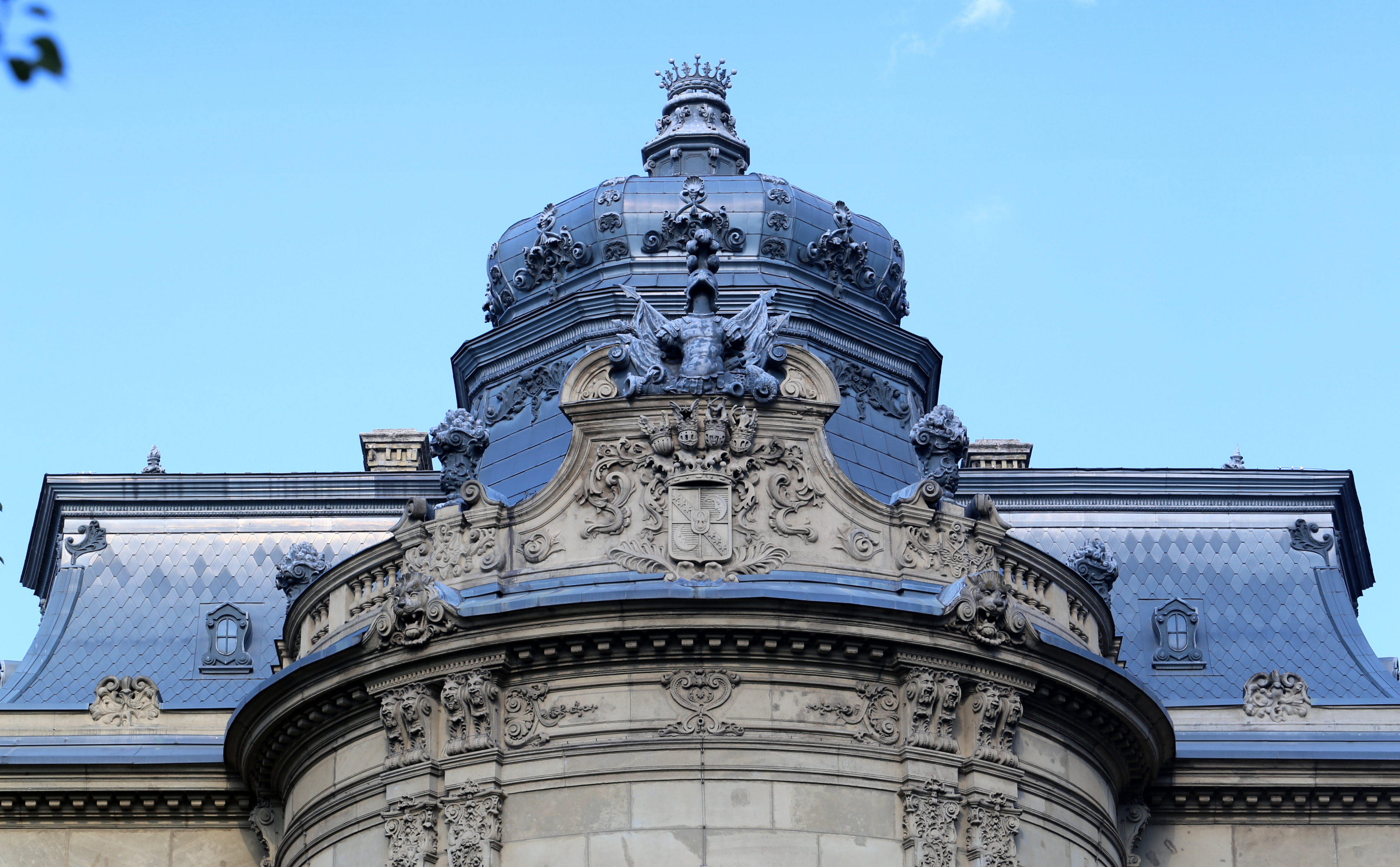
A palota tető-homlokzata

A Fővárosi Könyvtár létrehozásáról szóló határozatot 1903. január 21-én fogadta el a főváros közgyűlése. A könyvtár az elfogadottá vált hagyomány szerint 1904-ben kezdte meg működését, bár a főváros hivatalnokai számára már az alapítás évében nyitva állt. Induló állománya  a Kőrösy József által vezetett Fővárosi Statisztikai Hivatal könyvtárának alapvetően társadalomtudományi – demográfiai, statisztikai, közigazgatási, szociológiai – munkáit foglalta magában. Másik fontos forrása a Toldy László irányította fővárosi levéltár főképp történeti orientációjú könyvtára volt. Sokáig ennek alapítási éve, 1893 volt Budapest könyvtárának hivatalos születési időpontja. A Fővárosi Könyvtár első kinevezett munkatársa, majd haláláig, 1918-ig igazgatója Szabó Ervin társadalomtudós lett, aki maga is fontos szerepet játszott a hazai szociológia kialakulásában. Az örökölt könyvanyagot következetesen korszerű társadalomtudományi, szociológiai gyűjteménnyé fejlesztette tovább. Irányításával 1910-től megkezdődött a Fővárosi Könyvtár átszervezése ún. public library jellegű nyilvános könyvtárrá. A Bárczy István polgármestersége alatta indult városfejlesztési munkálatok keretében Szabó Ervin dolgozta ki a felépítendő új központi könyvtár - valójában összetett funkciókat ellátó művelődési központ - szakmai programját. Részt vett annak pályázati lebonyolításában, majd a tervezéssel megbízott Lajta Bélával folyó egyeztetésekben.  A mai II. János Pál pápa térre, majd a Kálvin térre készült tervváltozatok az I. világháború kitörésig nem valósulhattak meg, azonban koncepciójának részeként tervezett központosított fiók- és gyermekkönyvtári hálózatból öt tagkönyvtár megkezdte a működését. A központi könyvtár 1914-ben Központi Városháza szűkössé vált helyiségéből ideiglenesen - valójában 1931-ig - egy  használaton kívüli iskola épületbe  költözött a mai Ferenczy István utcában. Itt kapott először külön olvasóhelyiséget a könyvtárnak még a levéltári időkben létrejött budapesti vonatkozású várostudományi és helytörténeti dokumentumokból álló különgyűjteménye, a Budapestensia, ami alapját képezte a napjainkban önálló helyismereti szolgáltató részlegként működő Budapest Gyűjteménynek.
1925-ben megváltoztatták a könyvtár szervezeti és működési szabályzatát, s a gyűjtőkör arányainak átrendezésével általános gyűjtőkörű könyvtárrá vált.
1927-ben a főváros megvásárolta a VIII. kerületi Palotanegyedben 1889-ben épült neobarokk stílusú, gyönyörű Wenckheim-palotát, amely Budapest központjában, a reformkorban kiépült ún. palotanegyedben található. Négy évig tartó átalakítás után 1931-ben itt nyitotta meg kapuit a könyvtár. A fiókkönyvtárak száma tizenháromra nőtt.
Budapest ostromakor a központi épület belövést kapott ugyan, és két fiókkönyvtár teljesen elpusztult, azonban ez más közintézmények és lakóházak teljes pusztulásához képest elviselhető kár volt. 1945 után az újrakezdés az új idők kiváltotta nagy lendülettel indult meg. Tizenhat letét, vándorkönyvtár, három villamos mozgókönyvtár, a Városházán közigazgatási fiókkönyvtár létesült. 1946 májusától a könyvtár megkapta kiemelkedő munkatársának a nevét: Székesfővárosi Szabó Ervin Könyvtár néven működött tovább. 1950-ben létrejött Nagy-Budapest, így a könyvtárnak vállalnia kellett az ide csatolt városok és községek ellátását is. Hat év alatt huszonhárom fiókkönyvtár létesült.
1955-től a hálózaton belül a legmagasabb szintű közművelődési könyvtárnak minősítették a központot, ugyanakkor a társadalomtudomány és az újkori történelem országos jellegű szakkönyvtára is lett.
1964-ben létrehozták a zenei gyűjteményt, 1968-tól pedig a szociológia országos szakkönyvtárává minősült a könyvtár. Ez a legnagyobb szociológiai gyűjtemény az országban; a szakkönyvtári ellátásban, szolgáltatásokban országos hatókörű; szisztematikus szakirodalmi feltárást végez a hazai szociológia területén.
A könyvtár az utóbbi fél évszázadban a tájékoztató szolgáltatások gazdag választékát építette ki: analitikus és ajánló bibliográfiák készültek. Az igényes kiadványokat képviselte a Budapest történetének bibliográfiájának hét kötete, amelynek folytatása napjainkban számítógépen készül. 1964-ben indult az irodalmi folyóiratok és tanulmánykötetek analitikus katalógusa, amely ma már – a Szociológiai Információval együtt – CD-ROM-on is hozzáférhető számos fővárosi és vidéki könyvtárban.

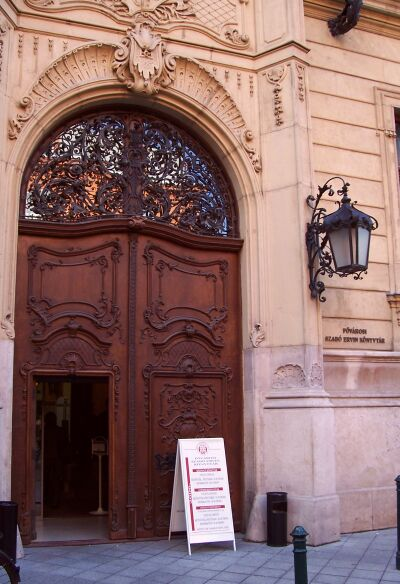
A Központi Könyvtár bejárata

Az 1931 óta a Wenckheim-palotában működő Központi Könyvtár igénybevétele 1952-től ugrásszerűen megnőtt. A használók zöme fiatal értelmiségi, többségük egyetemista, főiskolás lett. Hiába növelték belső átalakításokkal az olvasótermi férőhelyek számát, az igényeket egyre nehezebben lehetett kielégíteni. Az igazi megoldást a régi épületek bővítéssel egybekötött teljes rekonstrukciója jelentette, amelyre a főváros anyagi forrásaiból és nagyarányú kormánytámogatással 1998 és 2001 között került sor. A műemlék Wenckheim-palota ekkor a Reviczky utcai Berczik-palotával és a Baross utcai új szárnnyal bővült. A végeredmény egy impozáns, világszínvonalú komplexum lett, a méreteihez illeszkedő szolgáltatásokkal és igénybevétellel. A 13 ezer négyzetméter alapterületű épületegyüttesben a Sárkányos gyerekkönyvtár is helyet kapott. Az Ötpacsirta utcai Pálffy-palotából a Berczik-palota nyolcadik emeleti tetőterébe átköltöztetett zenei gyűjtemény 2021 szeptemberében nyílt meg.
A Fővárosi Szabó Ervin Könyvtár a főváros legnagyobb közművelődési intézményeként – a lakosság több mint 12%-ának közvetlen szolgáltatója, jelentős kulturális értékek őrzője és közvetítője – feladatának és felelősségének tekinti, hogy a kor kihívásaira fejlesztési stratégiájának kidolgozásával, szolgáltatási feladatainak újrafogalmazásával válaszoljon. (2022-ben 275 ezer olvasó látogatta. 2023-ban a beiratkozott tagok száma 298 ezer fő volt.)

## Állománya, gyűjteményei
Az 1904-ben alapított Fővárosi Szabó Ervin Könyvtár a 47 tagkönyvtárával együttesen biztosítja Budapest területén a közkönyvtári szolgáltatást. A Központi Könyvtár pedig betölti a nagyvárosi nyilvános közkönyvtár feladatait, országos szakkönyvtárként pedig részt vesz a tudományos és szakkönyvtári ellátásban, I. osztályú tudományos szakkönyvtárként támogatja a kutatómunkát és az oktatást. Korhatárra és érdeklődési körre való tekintet nélkül segíti az önképzést és a szervezett oktatást. Szolgáltatásaiban széleskörűen felhasználja az információtechnológiát.
A kerületi tagkönyvtárak a főváros nyilvános közkönyvtári ellátásának alapintézményei. Állományukat a kategóriájukra vonatkozó gyűjtőköri szabályzat alapján fejlesztik. Több kerület tagkönyvtárainak közös irányítás alatt álló – részlegesen önállóan gazdálkodó, szakmai feladatait összehangoltan, részben központosítottan ellátó – szervezeti egysége a régió.
2023-ban az összes bibliotéka teljes állománya 3 135 441 darabot tett ki, amelyből a nyomtatott könyvek mennyisége 2 162 433 darab volt.

## A régiók elnevezése és beosztása
- 1. régió: I., II., III., V., IX., XI., XII. és XXII. kerületi tagkönyvtárak
- 2. régió: IV., VI., VII., XIII., XIV., XV. és XVI. kerületi tagkönyvtárak
- 3. régió: VIII., X., XVII., XVIII., XIX., XX., XXI. és XXIII. kerületi tagkönyvtárak[13]

## Igazgatóinak listája
- 1904–1918: Szabó Ervin
- 1918: Braun Róbert
- 1918–1919: Madzsar József
- 1919–1926: Kremmer Dezső
- 1926–1945: Enyvvári Jenő
- 1945–1946: Hajdu Henrik
- 1946–1953: Dienes László
- 1953–1955: Winter Pálné
- 1955–1956: Mód Péter
- 1956–1980: Révész Ferenc
- 1980–1998: Kiss Jenő
- 1998–2024: Fodor Péter[16]
- 2024– : Kovácsné Koreny Ágnes[17]